# شهرستان جکسون (میزوری)
شهرستان جکسون، میزوری (به انگلیسی: Jackson County, Missouri) یک سکونتگاه مسکونی در ایالات متحده آمریکا است که در میزوری واقع شده‌است.